# El Salvador en los Juegos Olímpicos de Tokio 2020
El Salvador estuvo representado en los Juegos Olímpicos de Tokio 2020 por un total de cinco deportistas, tres hombres y dos mujeres, que compitieron en cuatro deportes.
Los portadores de la bandera en la ceremonia de apertura fueron el regatista Enrique Arathoon y la nadadora Celina Márquez. El equipo olímpico salvadoreño no obtuvo ninguna medalla en estos Juegos.